# Oktober 2004
Dit artikel geeft een chronologisch overzicht van alle belangrijke gebeurtenissen per dag in de maand oktober van het jaar 2004.

## Gebeurtenissen

### 1 oktober
- Florida VS - Het eerste debat voor de Amerikaanse presidentsverkiezingen van 2004 vindt plaats tussen George W. Bush en John Kerry. Peilingen geven aan dat Kerry als winnaar van het debat gezien wordt.
- Irak - Het Amerikaanse leger voert een actie uit in Samarra, dat door het Iraaks verzet gedomineerd wordt, waarbij naar eigen zeggen 80 opstandelingen gedood worden. Volgens lokale artsen komen minstens 20 burgers om.

### 2 oktober
- Nederland - Naar schatting demonstreren ruim 200.000 mensen in Amsterdam tegen de plannen van de regering. De demonstratie is georganiseerd door het platform Keer het tij en "Nederland verdient beter".
- Palestijnse Autoriteit - De Palestijnse Autoriteit roept de noodtoestand uit in de Gazastrook naar aanleiding van het Israëlische offensief Operatie Dagen van Boetedoening in de Gazastrook, Jenin en andere plaatsen.
- VN/Congo - De Veiligheidsraad heeft besloten om 5900 soldaten en politietroepen naar Congo te sturen.

### 3 oktober
- India - In de noordoostelijke deelstaten Nagaland en Assam plegen onafhankelijkheidsstrijders diverse aanslagen, waarbij ten minste 56 personen omkomen.
- Frankrijk - In Frans Baskenland zijn zondag 20 ETA-aanhangers opgepakt.
- Cambodja - De Cambodjaanse regering en de Verenigde Naties sluiten een overeenkomst over het tribunaal dat Rode Khmer-leden moet gaan berechten.
- Noah Schnapp (acteur van het stranger things karakter will) geboren.

### 4 oktober
- Nederland - Een bommelding legt Maastricht Aachen Airport 's nachts stil. Na inspectie werd niets gevonden.
- Irak - Twee autobommen ontploffen in Bagdad.
- Washington D.C., VS - SpaceShipOne (SS1) wint de Ansari X-Prize van 10 miljoen dollar, voor het tweemaal binnen bepaalde tijd bereiken van de ruimte met hetzelfde vaartuig.
- Nederland - Fractievoorzitter Mat Herben keert terug naar de LPF, nadat eerder de fractie in de Tweede Kamer had besloten zich los te maken van de partij.

### 5 oktober
- Nederland - Het boek De brief voor de koning van Tonke Dragt wordt ter gelegenheid van de 50e Kinderboekenweek uitgeroepen tot 'De griffel der griffels'.
- Indonesië - Susilo Bambang Yudhoyono verslaat Megawati Soekarnoputri tijdens de presidentverkiezingen.
- Zweden - De Nobelprijs voor de Natuurkunde gaat naar de Amerikanen David Gross, David Politser en Frank Wilczeck voor onderzoek naar de kracht tussen quarks.
- EU - De Europese Commissie adviseert de toelating van Roemenië en Bulgarije tot de EU.
- Palestijnse Autoriteit - Commandant Dabbash van de Islamitische Jihad komt om bij een Israëlische raketaanval.

### 6 oktober
- Verenigde Staten - De beide kandidaten voor de functie van vicepresident, Dick Cheney en John Edwards debatteren met elkaar. Er is geen duidelijke winnaar van het debat.
- EU - De Europese Commissie publiceert haar rapport over de mogelijke toetreding van Turkije tot de Europese Unie en adviseert dat onderhandelingen met Turkije hierover kunnen beginnen.
- Washington D.C., VS - De Iraq Survey Group, de overheidswerkgroep die naar massavernietigingswapens zocht in Irak, concludeert dat geen van dergelijke wapens aanwezig waren in Irak.
- Zweden - De Nobelprijs voor de Scheikunde gaat naar de Israëliërs Aaron Chiachanover en Avrim Herschoko en de Amerikaan Irwin Rose, voor onderzoek naar de afbraak van eiwitten in de cel.
- Mongolië - Mongolische en Japanse archeologen ontdekken het waarschijnlijke graf van Genghis Khan.

### 7 oktober
- Cambodja - De koning van Cambodja, Norodom Sihanouk, doet afstand van de troon. Waarschijnlijk zal zijn zoon prins Norodom Ranariddh hem later opvolgen.
- Irak - Bij het passeren van een Nederlands konvooi in Irak ontploft een bom, één militair is lichtgewond.
- Zweden - De Oostenrijkse schrijfster Elfriede Jelinek ontvangt de Nobelprijs voor de Literatuur.

### 8 oktober
- België - In Brussel wordt een verpleegster gearresteerd op verdenking van het vermoorden van 19 bejaarden.
- Zweden - De Keniaanse milieuactiviste Wangari Maathai wint de Nobelprijs voor de Vrede.
- Egypte - In drie badplaatsen aan de Golf van Akaba in de Sinaï zijn autobommen ontploft, waarbij ten minste 35 personen zijn omgekomen. In de getroffen hotels waren vooral veel Israëlische toeristen aanwezig.
- EU - De Europese Raad van Ministers van Transport besluit voor de invoering van één gezamenlijk Europees rijbewijs.

### 9 oktober
- Frankrijk - De Franse filosoof Jacques Derrida overlijdt op 74-jarige leeftijd aan alvleesklierkanker
- Australië - De centrumrechtse partij van de zittende premier John Howard wordt opnieuw verkozen.
- Afghanistan - Voor de eerste keer vinden rechtstreekse presidentsverkiezingen in Afghanistan plaats. Hamid Karzai lijkt op een overwinning af te stevenen, al weigeren alle andere kandidaten de uitslag van de verkiezingen te erkennen wegens vermeende fraude.
- Missouri, VS - George W. Bush en John Kerry treffen elkaar voor het tweede debat tijdens de campagne van de Amerikaanse presidentsverkiezingen van 2004.
- Servië en Montenegro - De regering levert de Bosnisch-Servische kolonel Ljubisa Beara, die verantwoordelijk was voor het drama van Srebrenica, uit aan het Joegoslavië-tribunaal.

### 10 oktober
- Nederland - Oud-voorzitter Ben ter Veer van het Interkerkelijk Vredesberaad (IKV) overlijdt op 68-jarige leeftijd.
- Kenia - Het Somalische interim-parlement heeft de krijgsheer Abdullah Yusuf Ahmed tot president gekozen. Yusuf Ahmed was tot nu toe de baas in Puntland.
- Irak - In Bagdad ontploffen twee autobommen. De Amerikaanse minister van Defensie Donald Rumsfeld bezoekt het land.
- Litouwen - Bij de verkiezingen voor het parlement wordt de Arbeiderspartij van de in Rusland geboren miljonair Viktor Uspaskich de waarschijnlijke winnaar.

### 11 oktober
- Curaçao - Op 62-jarige leeftijd overlijdt de oud-minister van Justitie en de voormalige premier van de Antillen Ben Komproe.
- New York, VS - Christopher Reeve, de acteur die in 1978 doorbrak met zijn rol als Superman, is op 52-jarige leeftijd overleden.
- Zweden - De Prijs van de Zweedse Rijksbank voor economie gaat naar de Amerikaan Edward Prescott en de Noor Finn Kydland voor hun bijdrage aan de dynamische macro-economie.
- Nigeria - Door de start van een vierdaagse staking blijft de aardolieprijs stijgen. Een vat Europese Brent-olie kost ongeveer 50 dollar.
- Irak - Aanhangers van Moqtada al-Sadr leveren hun wapens in. In ruil krijgen ze amnestie en worden gevangen leden vrijgelaten.
- China verwerpt het voorstel van de Taiwanese president Chen Shui-bian om over vrede te onderhandelen. China vindt het aanbod te vaag.
- EU - De EU heft het verbod op wapenexport naar Libië op, maar handhaaft dat verbod voor China.

### 12 oktober
- Palestijnse Autoriteit - Moussa Arafat, een neef van Yasser Arafat en een van corruptie verdachte veiligheidschef in de Gazastrook, overleeft een aanslag met een autobom.

### 13 oktober
- Irak - Interim-premier Iyad Allawi dreigt met een volledige aanval op Fallujah als burgers de zich daar schuilhoudende Abu Musab al-Zarqawi niet uitleveren.
- Israël - In de Galilese plaats Tiberias is het heropgerichte Sanhedrin voor de eerste maal bijeengekomen. Een van zijn doelen is de herbouw van de Joodse Tempel.

### 14 oktober
- Arizona, VS - In Arizona houden George Bush en John Kerry hun derde en laatste debat. Volgens peilingen wint Kerry het debat.
- Nederland - Door een staking bij de NS ligt het treinverkeer in het hele land stil.
- Palestijnse Autoriteit - Zes Palestijnen komen om bij verschillende Israëlische aanvallen in het kader van Operatie Dagen van Boetedoening.
- In Cambodja wordt Norodom Sihamoni de nieuwe koning als opvolger van zijn vader Norodom Sihanouk.

### 15 oktober
- Nederland - Na een verblijf van ruim een maand mag premier Jan Peter Balkenende het ziekenhuis weer verlaten.
- Nederland - Uit satellietbeelden van Envisat blijkt dat Nederland kampt met de ernstigste stikstofdioxide luchtverontreiniging ter wereld.
- Voor een groot deel van de moslims begint vandaag de vastentijd, ramadan. Voor een kleiner deel start de ramadan een dag later.

### 16 oktober
- Nederland/Cuba - De Nederlandse Kamerleden Boris Dittrich (D66) en Kathleen Ferrier (CDA) en de Spaanse parlementariër Jorge Moragas (Partido Popular) brengen een zeer kort bezoek aan Cuba om daar met dissidenten te spreken. In tegenstelling tot de twee Nederlanders kondigde Moragas voorafgaand aan het bezoek, in een zitting van het Spaanse parlement, al duidelijk aan wat hij in Cuba van plan was. Al op het vliegveld worden de drie gearresteerd, en direct het land uitgezet. Naar aanleiding van dit incident wordt de Cubaanse ambassadeur op het matje geroepen bij minister Bot.
- Nederland - Op de A12 nabij Den Haag raken door nog onbekende oorzaak een groot aantal auto's in een slip, als gevolg van een nog onverklaarde plotselinge gladheid.
- Nederland - Per ongeluk worden door het Máxima Medisch Centrum in Eindhoven de dossiers van 24 patiënten bij het vuilnis gezet.
- Nederland - Minister Peijs heeft de Haagse tramtunnel geopend.
- Nederland - De laatste originele boô, de Wilmsboô in Nieuw-Schoonebeek (1640), brandt vlak voor middernacht af.

### 17 oktober
- China - Een deel van een kunstmatige satelliet stort op een gebouw in de provincie Sichuan. Het gebouw werd volledig verwoest, maar er waren geen gewonden.
- Nederland - Nabij Almelo komen vijf jonge mensen uit Zeewolde, in de leeftijd van 17 tot 22 jaar, om het leven bij een auto-ongeval.
- Irak - Het Amerikaanse leger sluit opstandelingen in Fallujah langzaam in. Terroristenleider Abu Musab al-Zarqawi verklaart op internet een trouw aanhanger van Osama bin Laden te zijn.
- Wit-Rusland - In een referendum wordt een grondwetswijziging doorgevoerd, die het mogelijk maakt dat zittend president Aleksandr Loekasjenko langer aan kan blijven. Internationale waarnemers spreken van fraude.

### 18 oktober
- Nederland - Het gerechtshof in Arnhem spreekt Erik O. vrij. O. was verdacht van het doodschieten van een Irakees tijdens een plundering.
- Verenigde Staten - In dertig staten zijn de Amerikaanse presidentsverkiezingen van 2004 inmiddels begonnen in het zogenaamde early vote-proces.
- België - De Nationale Loterij verloot 7 miljoen euro bij een extra trekking ter ere van het 70-jarig bestaan. Er is voor een recordbedrag van 21.049.978 euro ingezet.

### 19 oktober
- Myanmar - Diverse media geven aan dat de premier van Myanmar (ook vaak Birma genoemd) huisarrest heeft gekregen en er mogelijk een stille revolutie heeft plaatsgevonden.
- Irak/VS - President George W. Bush en de Iraakse interim-regering verwierpen een voorstel van Saoedi-Arabië om een islamitische vredesmacht namens de VN te sturen.
- Irak/VK - Het Verenigd Koninkrijk zal waarschijnlijk instemmen met het verplaatsen van zijn troepen naar de opstandige Soennitische driehoek rondom Bagdad op verzoek van de Amerikanen.
- Nederland - Bij het Regionaal Archief te Tilburg wordt het dagboek van Helga Deen aangeboden. Dit 18-jarige meisje schreef tijdens haar verblijf in Kamp Vught een maand lang een dagboek voor een vriend. Helga Deen werd overgebracht naar Sobibór en werd daar vermoord.

### 20 oktober
- Nederland - Prinses Maxima heeft vandaag haar eerste vergadering bij de Raad van State bijgewoond. De prinses heeft zitting in raad maar is niet lid, wat betekent dat ze spreekrecht heeft, maar geen stemrecht.
- Verenigde Staten - De Verenigde Staten kampen met een ernstig tekort aan vaccinaties tegen de griep. Zo'n 90 miljoen ouderen en kinderen lopen het risico dodelijk besmet te worden.
- Nederland - De gemeenteraad van Nijmegen heeft een motie van GroenLinks aangenomen om een parkeerverbod in de binnenstad van Nijmegen in te stellen voor auto's die breder zijn dan 1,85 meter. Het doel van dit verbod is om grote terreinwagens en SUV's te weren.

### 21 oktober
- Irak - In Samarra, dat eerder deze maand door de Amerikanen op de opstandelingen veroverd was, ontploft een autobom waarbij tien personen gedood worden.
- Oostenrijk - In Wenen, bij het Internationaal Atoomenergie Agentschap ontmoeten diplomaten van Frankrijk, Duitsland en Groot-Brittannië het hoofd van Irans veiligheidsdienst om over nucleaire technologie te praten. Iran wordt ervan verdacht kernwapens te ontwikkelen.
- Nederland - Het Amsterdamse vijf-sterren Amstel Hotel is ontruimd na de ontdekking van legionellabacteriën in de waterleiding.
- Japan - De tyfoon Tokage raast over Japan en doodt minstens 66 personen. Hiermee is het de dodelijkste orkaan in jaren.

### 22 oktober
- VS/Irak - Hoge functionarissen van het Amerikaanse leger zeggen dat het aantal opstandelingen van het Iraaks verzet zo'n 8000 à 20.000 personen bedraagt, hoger dan zij aanvankelijk dachten. Ook de hoeveelheid geld die zij tot hun beschikking hebben is groter dan gedacht.
- Rusland - Het Russische parlement, de Doema, heeft ingestemd met de ratificatie van het Kyoto-protocol. Hierdoor kan het verdrag officieel in werking treden.
- VS - ABC begint met het uitzenden van de televisieserie Lost.

### 23 oktober
- Irak/VN - De Verenigde Naties weigeren voorlopig om mee te werken aan het Iraakse Speciale Tribunaal, dat leden van het Ba'ath-regime moet gaan berechten. Belangrijkste bezwaar is de doodstraf die het tribunaal op kan leggen.
- Irak - Bij een zelfmoordaanslag op een Iraakse legerbasis komen zeker acht mensen om.
- Indonesië - Een groep van honderden militante moslims van het Islamitisch Verdedigings Front heeft een westers café in Jakarta aangevallen. Het is het zoveelste incident in een reeks.
- Servië/Kosovo - In de Servische deelrepubliek Kosovo worden verkiezingen gehouden. De Democratische Liga van Kosovo van Ibrahim Rugova won, maar haalde geen absolute meerderheid.
- Japan - Als gevolg van een aardbeving in Japan met de kracht 6,8 op de Schaal van Richter overlijden meer dan 30 mensen.

### 24 oktober
- Irak - 49 nieuwe soldaten van het Iraakse leger worden in een hinderlaag gelokt en vervolgens neergeschoten door aanhangers van Abu Musab al-Zarqawi.

### 25 oktober
- Irak - Van een militair complex ten zuiden van Bagdad blijkt na de val van Bagdad (9 april 2003) zo'n 350 ton explosieven gestolen te zijn.
- Thailand - Bij protesten van 3000 moslims rond een politiestation in het Tak Bai district in de provincie Narathiwat komen zes moslims om het leven. Veel protesterenden worden gearresteerd.

### 26 oktober
- Washington D.C., VS/Saturnus - Om 18:44 Nederlandse tijd zal de Cassini ruimtesonde zijn eerste vlucht voorbij Titan maken. Op 3 juli kwam Cassini al in de buurt op 800.000 kilometer. Dit keer zal op een afstand van 1200 kilometer langs worden gevlogen. Op 27 oktober 18:00 werden de eerste foto's verwacht.[1]
- Irak - In Irak worden door het Leger van Ansar al-Sunnah 11 Iraakse soldaten gegijzeld. De groep dreigt met grotere acties als de Amerikanen en Irakezen doorgaan met de geplande verovering van Fallujah.
- Thailand - 78 van de protesterenden gearresteerd in de provincie Narathiwat komen door verstikking en vertrapping in legertrucks om het leven. Volgens premier Thaksin Shinawatra is dit niet de schuld van het leger maar komt dit doordat de ramadan de mensen had verzwakt.
- Israël - Het Israëlische parlement heeft ingestemd met Ariel Sharons plan voor terugtrekking uit de Gazastrook. Benjamin Netanyahu heeft weliswaar voorgestemd maar eiste een referendum over het onderwerp. Een minister en een onderminister van de Likoed, die tegen de terugtrekking stemden, werden ontslagen.
- EU - De Europese Raad van ministers van Justitie komt overeen om naast gezichtsherkenning ook een vingerafdruk in het nieuwe biometrische paspoort op te nemen.[2]
- Tunesië - President Ben Ali is herkozen met 95% van de stemmen. Zijn partij, de RCD, won 80% van de stemmen. De Progressieve Democratische Partij trok zich donderdag terug wegens vermeende fraude. Ben Ali is aan de macht sinds 1987.

### 27 oktober
- Palestijnse Autoriteit - De gezondheid van Yasser Arafat verslechtert snel. Arafat heeft diverse klachten aan zijn maag. Tunesische en Palestijnse artsen reizen naar zijn hoofdkantoor in Ramallah. Ook zijn vrouw schijnt onderweg.
- EU - De beoogde nieuwe voorzitter van de Europese Commissie, José Manuel Barroso, gaat zijn commissie wijzigen. Dit heeft hij gezegd nadat duidelijk was geworden dat een meerderheid van het Europees Parlement tegen de nieuwe commissie zou stemmen.
- Nederland/België - De Nieuwe Bijbelvertaling (NBV) wordt gepresenteerd in Rotterdam. Er is moderne taal gebruikt en weer teruggegrepen op originele Griekse en Hebreeuwse teksten.
- EU/Zwitserland - Zwitserland tekent met de EU een verdrag over het toetreden tot het Verdrag van Schengen. Zwitserland is na IJsland en Noorwegen het derde niet-EU-land dat toetreedt.

### 28 oktober
- Florida, VS - In Florida zijn zo'n 60.000 stemformulieren zoekgeraakt in de post. Waarnemers signaleerden al eerdere misstanden. De autoriteiten beloven nieuwe formulieren.

### 29 oktober
- EU/Italië - De regeringsleiders van de landen van de Europese Unie komen vandaag in Rome bijeen voor de ondertekening van het Verdrag tot vaststelling van een Grondwet voor Europa. De wet wordt pas van kracht als hij door de lidstaten geratificeerd is.
- Palestijnse Autoriteit - Yasser Arafat is vertrokken naar Parijs voor een medische behandeling aan zijn maag.

### 30 oktober
- Dubai - Osama bin Laden dreigt in een videoboodschap uitgezonden door al-Jazeera met nieuwe terreuraanslagen.

### 31 oktober
- De eerste canicrosswedstrijd in Nederland wordt gehouden in het Streekbos van Bovenkarspel.
- Nederland - Premier Jan Peter Balkenende meldt in een televisie-interview dat zijn voetinfectie levensbedreigend is geweest.
- Nederland - In het geheim vindt al enkele dagen topoverleg plaats tussen vertegenwoordigers van het kabinet en de vakbonden. Een akkoord lijkt ophanden.
- Uruguay - De linkse kandidaat Tabaré Vázquez van het Brede Front wint de verkiezingen voor president.

← · januari · februari · maart · april · mei · juni · juli · augustus · september · oktober · november · december ·  →